# Chikkabidare, Chiknayakanhalli
Chikkabidare là một làng thuộc tehsil Chiknayakanhalli, huyện Tumkur, bang Karnataka, Ấn Độ.